# Mausoleum Kaiser Ferdinands II. (Graz)

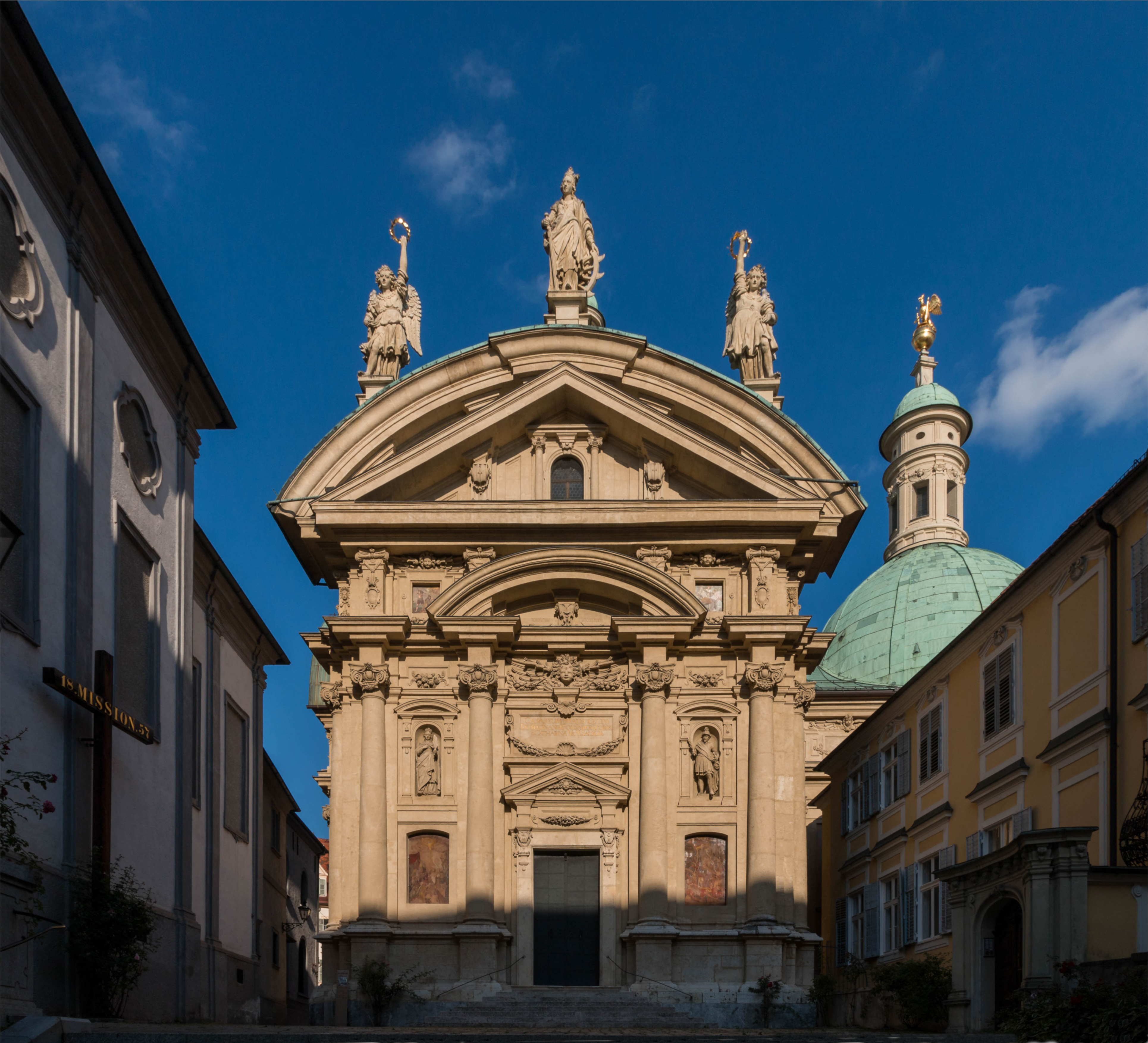
Links der Grazer Dom, in der Mitte der Eingang zur Katharinenkirche, rechts die Kuppel der Grabkapelle

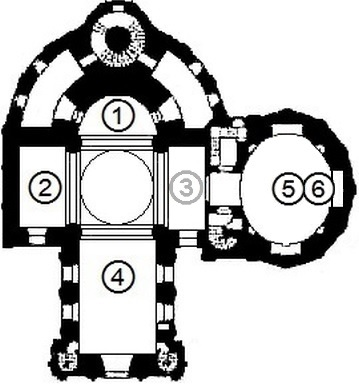
Grundriss des Mausoleums für Kaiser Ferdinand II. in Graz: 1 – Katharinenaltar; 2 – Marienaltar; 3 – Standort des Heiligen Grabes 1967 bis 2002; 4 – Langhaus der Katharinenkirche mit Fresken; 5 – Grabkapelle mit darunter liegendem Gruftraum.

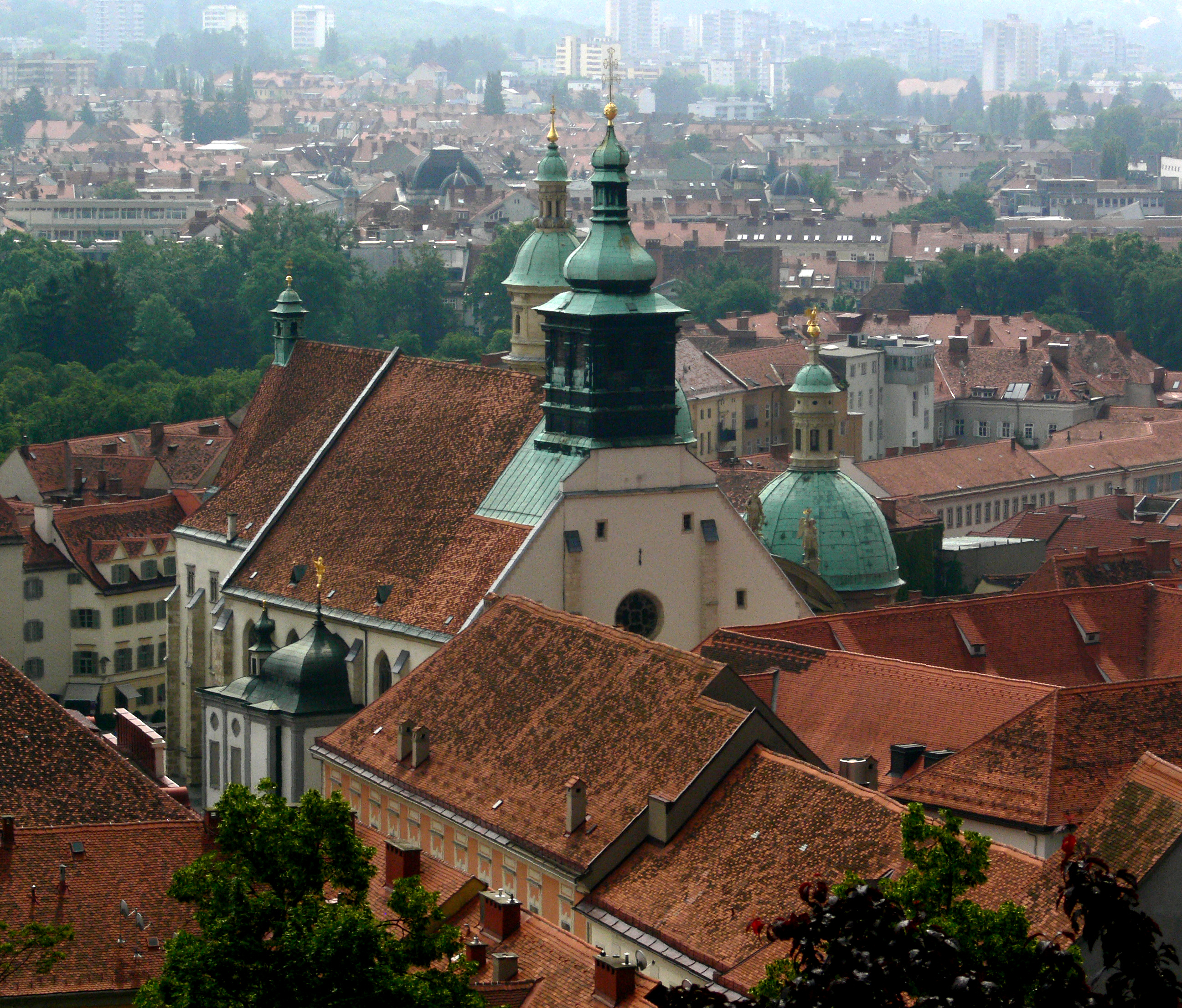
Blick vom Schloßberg: in der Bildmitte der Grazer Dom, dahinter der Turm der Katharinenkirche und rechts die Kuppel des Mausoleums.

Das Mausoleum des römisch-deutschen Kaisers Ferdinand II. (1578–1637) neben dem Grazer Dom ist ein monumentaler Sakral- und Repräsentationsbau aus dem 17. Jahrhundert, der aus zwei bestehenden Gebäuden zusammengefügt wurde. Die 1614 begonnene, bis 1640 weitergebaute, mehrmals unterbrochene und nach langen Bauunterbrechungen 1714 fertiggestellte Anlage besteht aus der Katharinenkirche sowie der daran anschließenden Grabkapelle Kaiser Ferdinands II. und seiner Familie. Sie bilden eines der bedeutendsten Baudenkmäler Österreichs aus dem Manierismus, der Übergangszeit von der Renaissance zum Barock.

## Baugeschichte

### Entstehung
1614 betraute Kaiser Ferdinand II seinen aus dem Tessin (oder aus Lodi bei Mailand) stammenden Hofkünstler Giovanni Pietro de Pomis (1569–1633) mit der Konzeption und der Ausführung dieses monumentalen Grabbaus, der erst hundert Jahre später vollendet war. Wenige Jahre zuvor hatte derselbe Künstler im Auftrag Ruprechts von Eggenberg in Ehrenhausen begonnen, ein monumentales Grabmal zu errichten. Es gilt als Vorbild für das Grazer Mausoleum.
Für seine und seiner Familie Grabstätte wählte der Kaiser einen Bauplatz neben dem Dom auf dem Areal des ehemaligen Friedhofs.
Es wurde an der Stelle einer schon 1265 bestehenden, der hl Katharina geweihten romanischen Friedhofskapelle mit Karner neu errichtet. De Pomis übernahm als Maler, Architekt und Baumeister die Planung und Bauleitung der Gesamtanlage.

### Konzeption
Für die Anlage wurden zwei in Grundriss und Raumkonzept unterschiedliche sakrale Gebäude verbunden: eine der heiligen Katharina von Alexandrien geweihte Kirche und ein daran im Süden anschließender ovaler Zentralbau als Grabkapelle für Kaiser Ferdinand II. und seine Familie. Im Osten um die Apsis entstand eine umschließende Schalung um die Sakristei und die Mesnerwohnung, die durch einen schlanken Turm bekrönt wird.
Die Konzeption der Anlage zeigt die kirchlichen und dynastischen Repräsentationsabsichten des Bauherrn Ferdinand II.:
- Der kreuzförmige Grundriss der Katharinenkirche weist auf den christlichen Glauben hin, die ovale Form der Grabkapelle ist ein Symbol der Auferstehung.[3]
- Die Bekrönungen der Kuppeln von Katharinenkirche und Grabkapelle in Form von Zepter und Reichsadler mit Reichsschwert und Reichsapfel symbolisieren die Habsburgerdynastie und ihren Machtanspruch im Reich.[3]
- Bei der Katharinenkirche nimmt das Patrozinium der heiligen Katharina von Alexandrien nicht nur auf einen mittelalterlichen Vorgängerbau Bezug, sondern steht auch in Kontext mit der von Erzherzog Karl II. (dem Vater Ferdinands II.) 1585 gegründeten und vom Jesuitenorden geführten Universität Graz, die ebenfalls unter dem Patrozinium der heiligen Katharina von Alexandrien (als Patronin der Wissenschaften) stand.[3]
- Die Sandsteinfiguren an der Westfassade – sie stellen die von zwei Engeln flankierte heilige Katharina und zwei von ihr zum christlichen Glauben bekehrte Personen dar – und die bemalten Kupfertafeln in den Nischen mit Darstellungen aus dem Leben der Heiligen bilden nicht nur ein auf die Titelheilige der Kirche und Universität bezogenes Programm, sondern zeigen im zum christlichen Glauben bekehrten Porphyrius und der Faustina auch einen gegenreformatorischen Aspekt.[3]

### Bauentwicklung
Das unter der Leitung Giovanni Pietro de Pomis’ errichtete Bauwerk zeigt starke italienische Einflüsse am Gebäude. So ist der ovale Grundriss mit einer ovalen Kuppel der Grabkapelle der erste seiner Art außerhalb Italiens. Die mathematische Konstruktion einer Ellipse war Johannes Kepler als Erster gelungen, der 1594–1600 sogar in Graz lebte und an der evangelischen Stiftsschule Mathematik unterrichtete.
Nach 1619/20 erfolgten an der Anlage einige Veränderungen: Umbauten an der Westfassade mit der Einfügung von Segment- und Dreiecksgiebel, einem Motiv der Jesuitenkirche Il Gesu in Rom, eine Geschoßerhöhung an den beiden Seitenflügeln und ab 1622 Dachdeckerarbeiten. Nachdem Giovanni Pietro de Pomis 1633 vor der Vollendung des Werkes gestorben war, übernahm 1633 Pietro Valnegro die Bauleitung. 1636 wurde, unter Mitarbeit von Antonio Pozzo, der Turm in Form eines grazilen Campanile vollendet, 1637 das Dach.
Fertiggestellt wurde die Gesamtanlage erst nach dem Tod Ferdinands II. († 1637), da nach dessen Wahl zum Kaiser und der damit verbundenen Übersiedlung nach Wien die Bauarbeiten ins Stocken geraten waren. Die Weihe des Gruftaltars erfolgte 1640, danach wurden die Bauarbeiten vorläufig eingestellt. Erst nachdem der Rohbau vier Jahrzehnte unvollendet gestanden war, wurde 1686 die Fertigstellung des Baus gefordert. Ferdinands Enkel, Kaiser Leopold I., beauftragte 1687 den 31-jährigen, damals noch wenig bekannten Johann Bernhard Fischer mit der Innenausstattung, dem Altar der Katharinenkirche und mit der Stukkierung des Mausoleums. 1714, also erst hundert Jahre nach Baubeginn, wurden die Kirche und sechs Altäre geweiht.
Nach dem Zweiten Weltkrieg erfolgten sowohl Innen- als auch Außenrestaurierungen und Maßnahmen zur Instandsetzung der Kuppelbedachung. Zwischen 1960 und 2010 diente die Anlage als Grabstätte der Bischöfe der Diözese Graz-Seckau, ehe sie (wieder) in den Grazer Dom verlegt wurde.
Zwischen Frühjahr 2002 und Herbst 2003 wurden das Mausoleum und die Katharinenkirche einer gründlichen Innen- und Außenrenovierung unterzogen, bei dem besonders der Dachstuhl und das Kupferdach, aber auch das Mauerwerk, die Fresken und der Stuck im Inneren restauriert wurden. Für 2025 ist eine weitere Renovierung des Dachstuhls mit seiner Holzkonstruktion aus dem 17. Jahrhundert geplant.

## Baubeschreibung

### Katharinenkirche

#### Außenbau

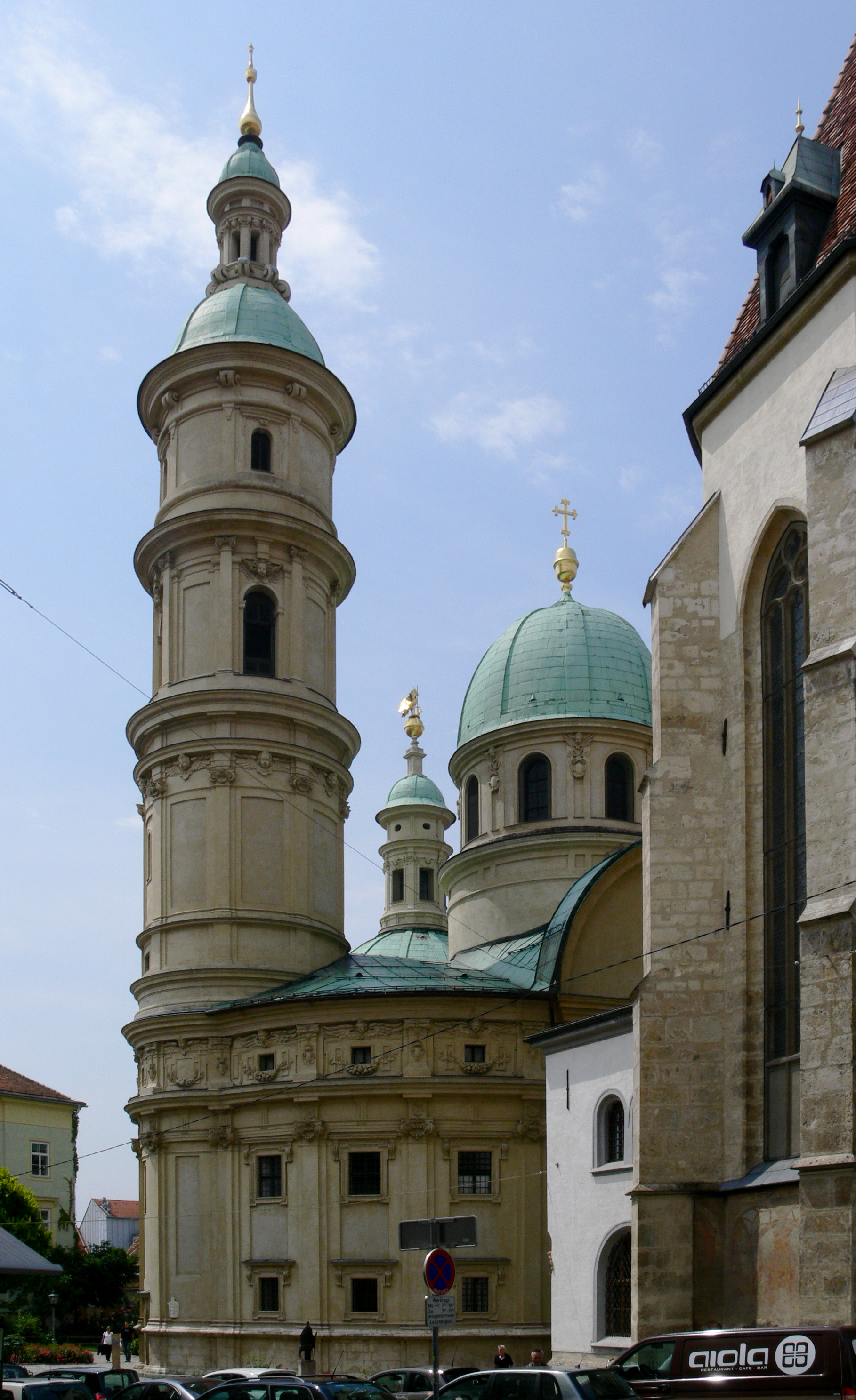
Der hintere Teil der Katharinenkirche mit Turm, der an der Burggasse liegt.

Der dreigeschoßige Baukörper der Katharinenkirche besitzt einen kreuzförmigen Grundriss mit einer Tambour-Kuppel über der Vierung mit bekrönendem Kreuz und Engelsputten-Köpfen und Kartuschen unter dem Kranzgesims. Der Apsis sind in den Baukomplex einbezogene Raumteile, z. B. die Sakristei, im Halbkreis vorgelegt. Im Ost-Scheitel tritt ein kreisförmiger, siebengeschoßiger Turm vor, der durch ionischen Pilaster und Gurtgesimse gegliedert ist. Der Entwurf der Laterne wird Pietro Valnegro zugeschrieben; das Kuppeldach wird von einem vergoldeten Szepter bekrönt.
Über der Sockelzone steht ein zweigeschoßiges Hauptgeschoß mit ionischen Dreiviertelsäulen vor Pilastern; über dem Attikageschoß auf der Mittelachse findet sich ein Segmentgiebel mit einem eingeschriebenen Dreieckgiebel. In den Nischen der Seitenachsen sind ikonographische Darstellungen aus dem Leben der Hl. Katharina. Auf dem Giebel steht eine überlebensgroße Sandsteinfigur der Heiligen, seitlich daneben zwei Engel mit Märtyrerkronen in der Hand. Die Skulpturen werden Sebastian Erlacher zugeschrieben und stammen aus 1635/36. Das rechteckige Steinportal mit Dreieckgiebel hat blechbeschlagene Türflügel mit Beschlägen aus Schmiedeeisen (um 1714). Darüber ist eine Inschrift des Bauherren angebracht. Im Ostturm ist ein profiliertes Rundbogen-Steintor.
Der Bau der Katharinenkirche ist durch gebündelte ionische Pilaster gegliedert, im Gebälk des Hauptgesimses sind Symbole der Heiligen Messe und der heiligen Katharina, unter dem Kranzgesims Engelsputten-Köpfe und an den Pilastern des Attikageschoßes Relief-Kartuschen, wahrscheinlich ehemals mit Wappen bemalt, zu sehen.

#### Innenbau

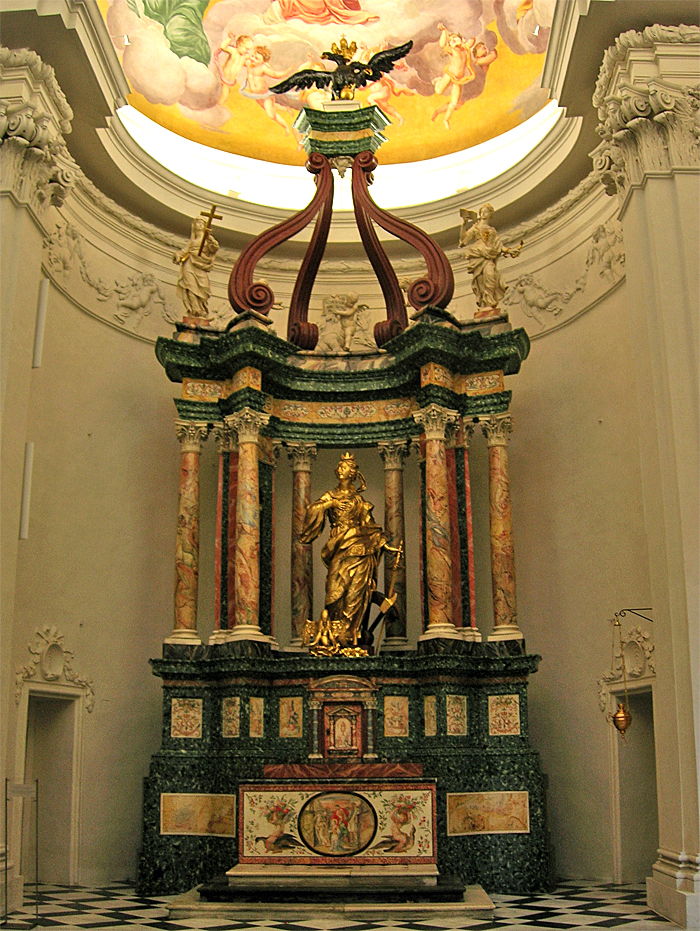
Hochaltar der Katharinenkirche

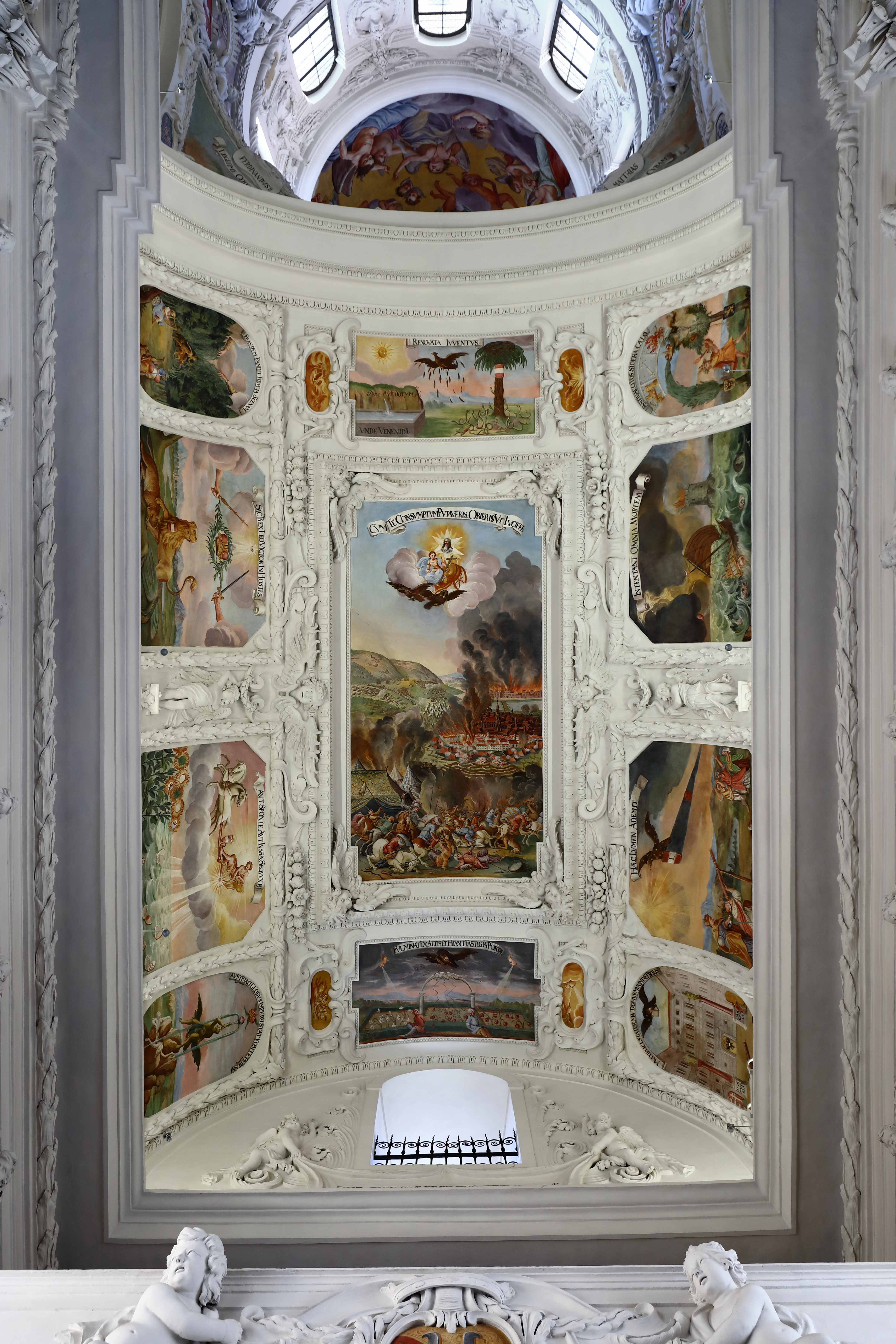
Deckenfresko der Katharinenkirche

Das einschiffige Langhaus besteht aus zwei Jochen und mit Tonnengewölben. Die Querarme sind ebenfalls tonnengewölbt. Die Vierung hat eine Tambourkuppel, getragen von gebündelten korinthischen Pilastern. Der Chor hat eine Apsis mit einer Halbkuppel. Das Gebälk kragt stark vor und ist über den Vierungspilastern verkröpft. Sowohl Lang- als auch Querhaus haben Rundbogenfenster. Als Kirchenausstattung befinden sich in der Katharinenkirche zwei Altäre, nämlich der als Hochaltar dienende Katharinenaltar sowie der als Seitenaltar dienende Marienaltar.
Die bemerkenswerten Stuckarbeiten in der Katharinenkirche wurden 1688–1694 von Josef Anton Serenio (Putti oberhalb des Gesimses lt. Dehio Graz urk. 1694), Girolamo Rossi und Antonio Quadrio ausgeführt. Die Entwürfe für die Stuckdekorationen der Gewölbe – jene in den Querhausgewölben ausgenommen – werden dem in Graz geborenen kaiserlichen Hofkünstler Johann Bernhard Fischer von Erlach zugeschrieben, der auch den Entwurf für den Katharinenaltar lieferte (1687). Die Skulpturen des Katharinenaltars schnitzte Marx Schokotnigg (1697–1699); vom selben Künstler stammen die Engelsfiguren des Marienaltars (1697–1701) sowie Personifikationen der christlichen Tugenden in der Grabkapelle für Kaiser Ferdinand II. Das Altarblatt des Marienaltars mit der Darstellung der „Maria Immaculata“ malte 1699 Antonio Bellucci.
Die gleichzeitig mit den Stuckdekorationen entstandenen Fresken im Langhaus mit der Apotheose des Hauses Habsburg malte vermutlich Franz Steinpichler. Das Hauptaugenmerk der Ausschmückung des Langhauses liegt auf den ruhmreichen Taten Kaiser Leopolds I. Im Zentrum dieser Fresken ist die Befreiung Wiens von den Türken 1683 dargestellt. Das Langhausgewölbe ist durch Blattstabrahmen in Felder unterteilt, das Vierungsgewölbe mit kartuschen- und kronenhaltenden Engelsputten und Kaiserbüsten von Herrschern aus dem Haus Habsburg geschmückt.
In der Westempore halten an der Brüstung Engelsputten Festons und eine Kartusche mit freskiertem Wappen der adeligen Familie Dietrichstein. An der Westwand sind Engelsputten mit einer Inschriften-Kartusche – datiert 1689 – zu sehen, die auf den Bauherren Kaiser Ferdinand II. und auf Kaiser Leopold I. Bezug nehmen. In der westlichen Schildbogenwand spannen Engelsputten eine Draperie, welche die Devise Kaiser Leopolds I. enthält: „consilio et industria“ (dt.: durch Rat und Fleiß [zum Ziel]).
2005 wurden für die Katharinenkirche fünf Glocken in der Gießerei Grassmayr in Innsbruck gegossen, welche klanglich auf das Geläute des benachbarten Domes abgestimmt sind.

### Grabkapelle

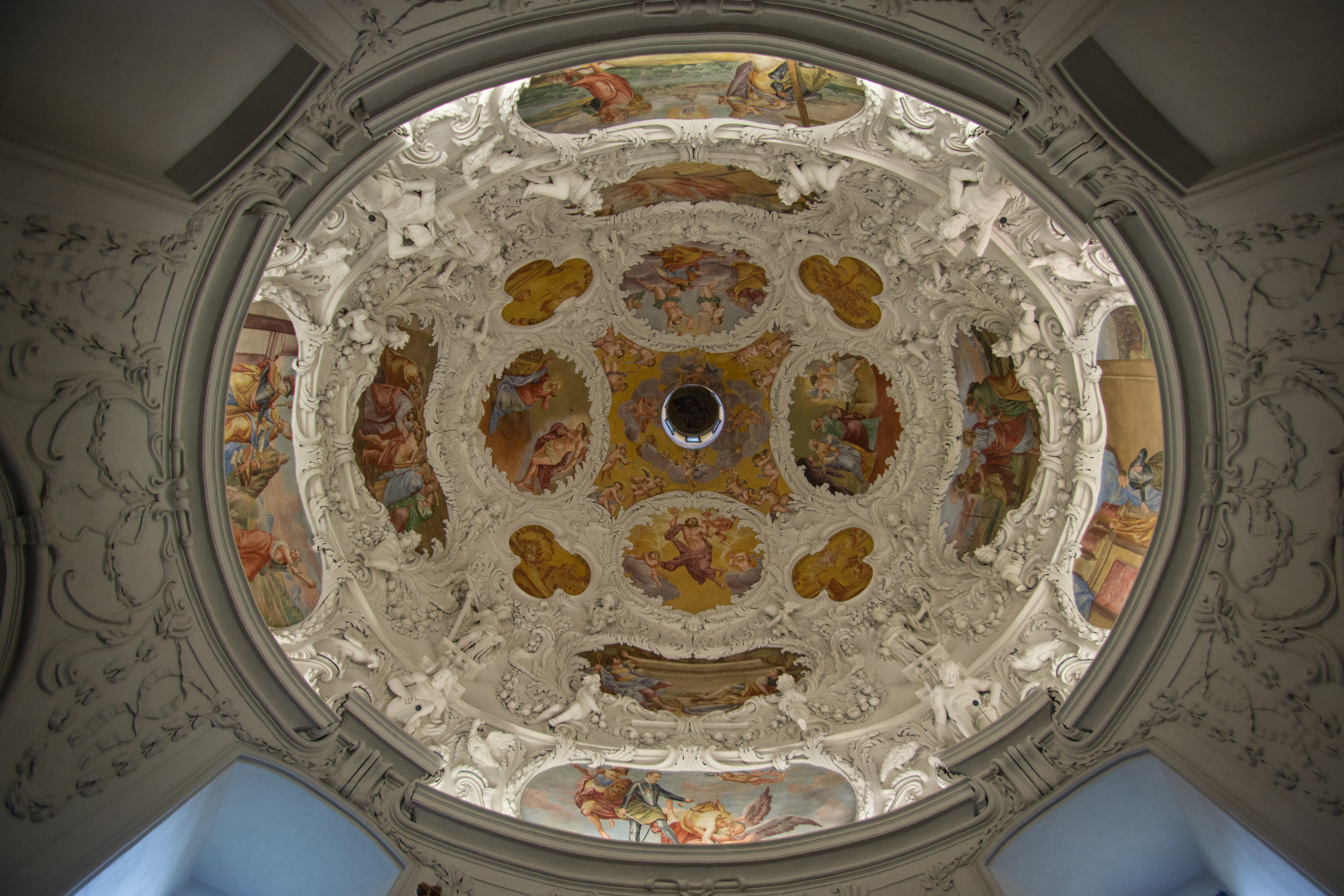
Kuppel der Grabkapelle

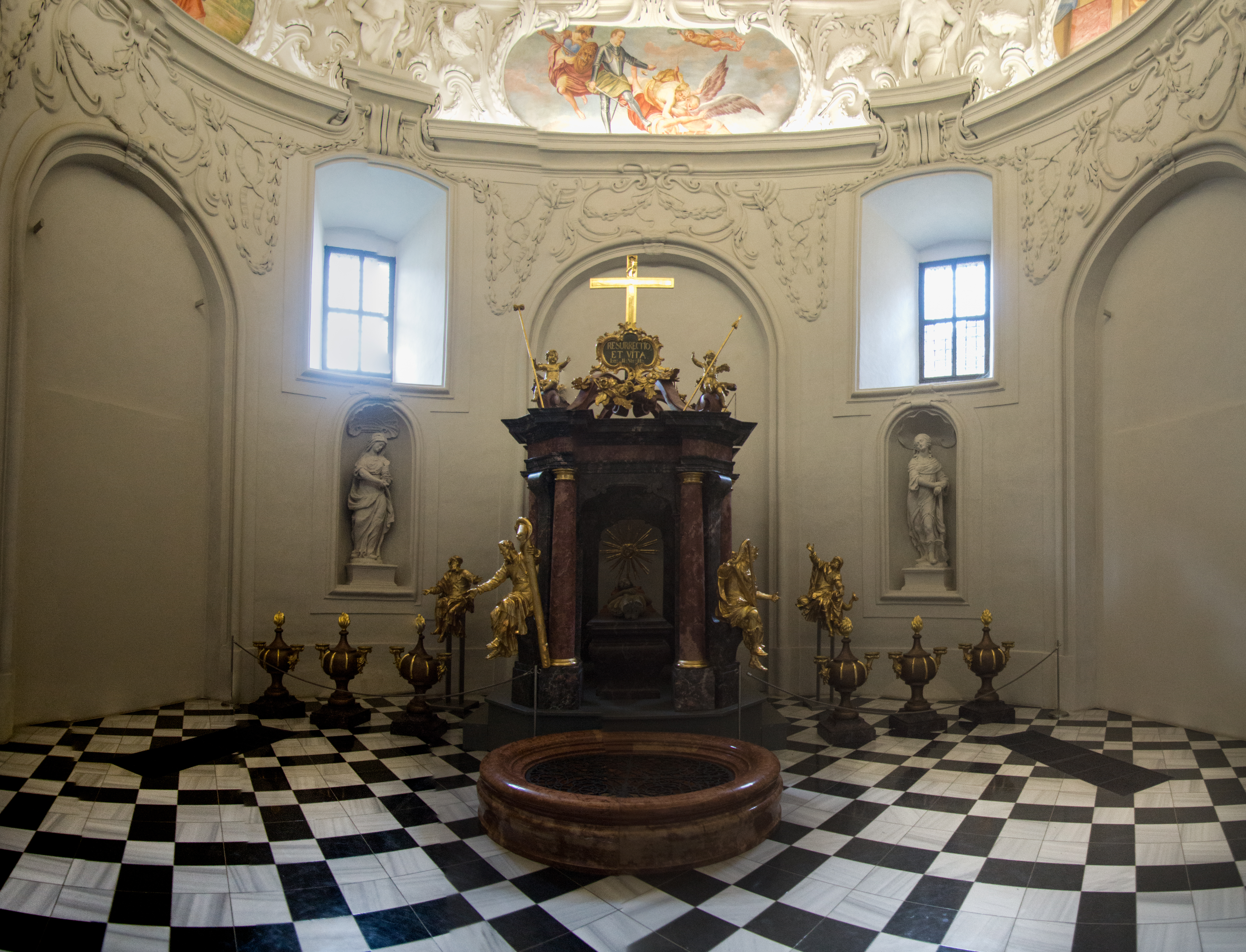
Inneres der Grabkapelle mit dem Heiligen Grab (1768–1769) von Veit Königer

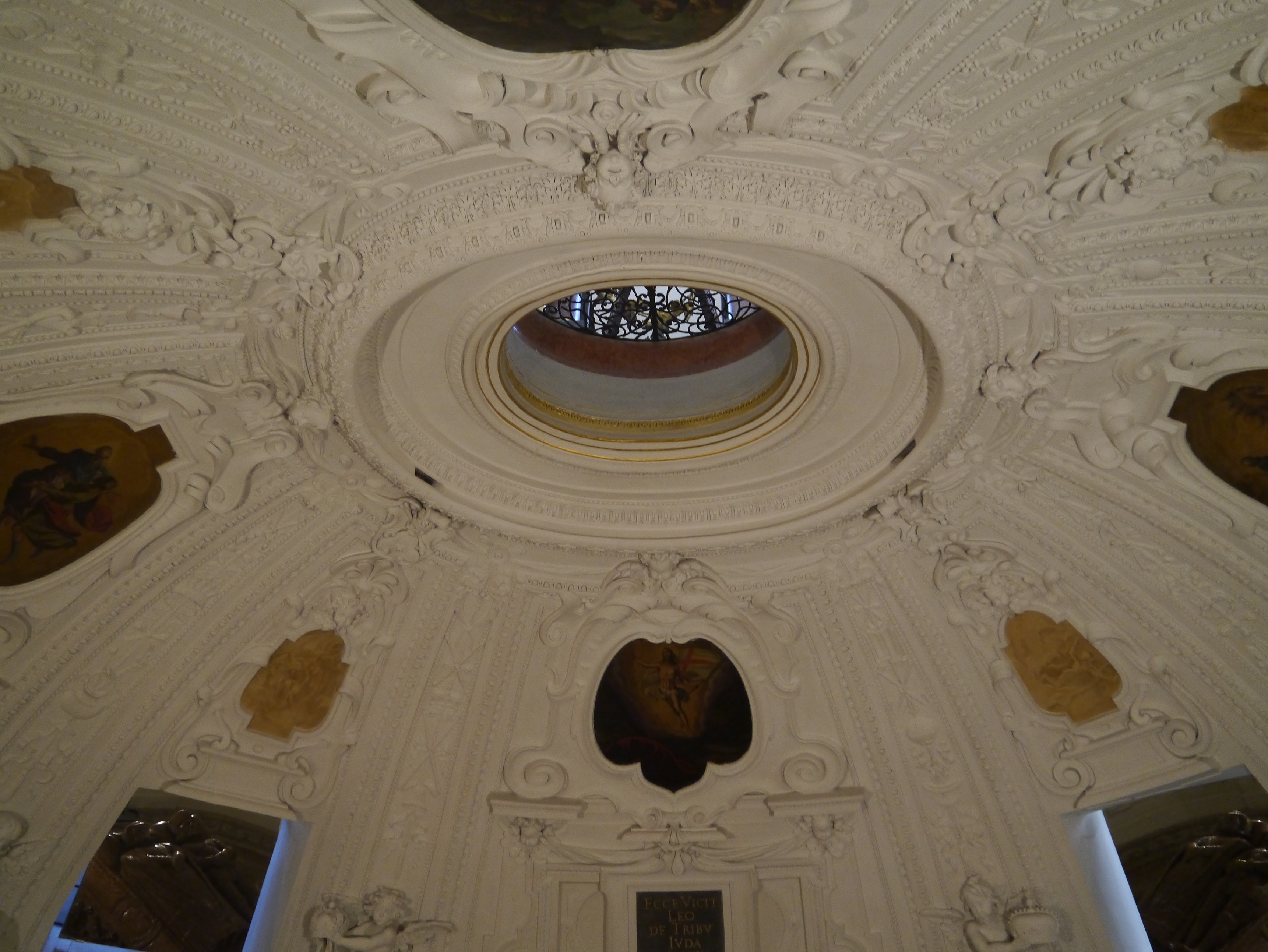
Decke des Gruftraums

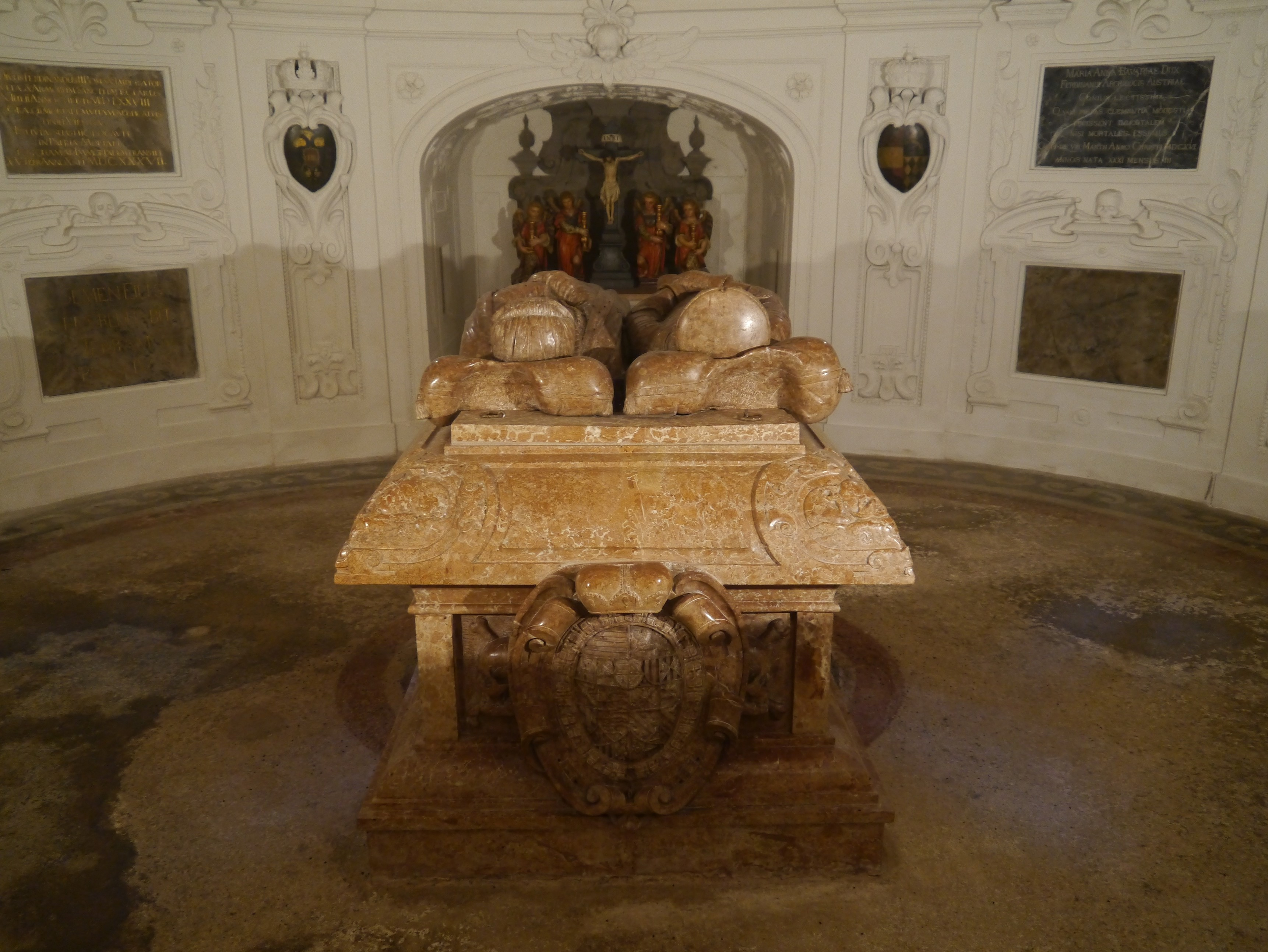
Gruftraum mit Doppelsarkophag (für die Eltern Kaiser Ferdinands II.) und vier Sargwandnischen

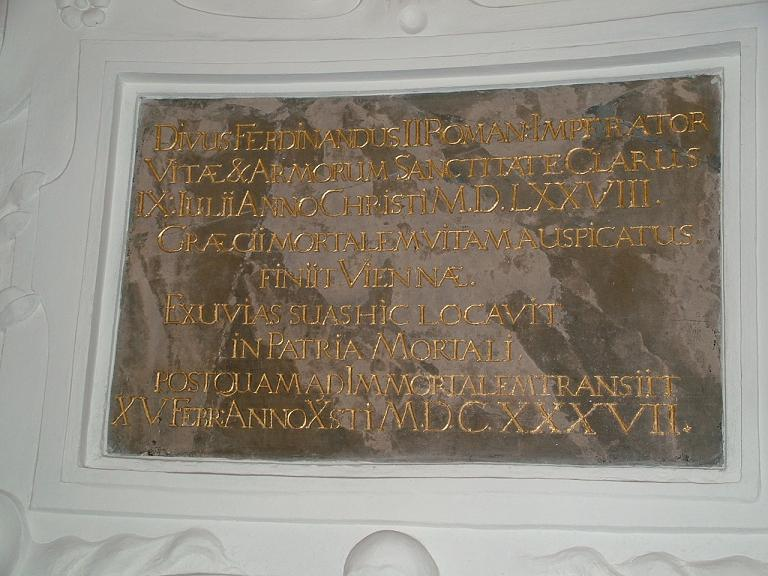
Sargwandnische Kaiser Ferdinands II.

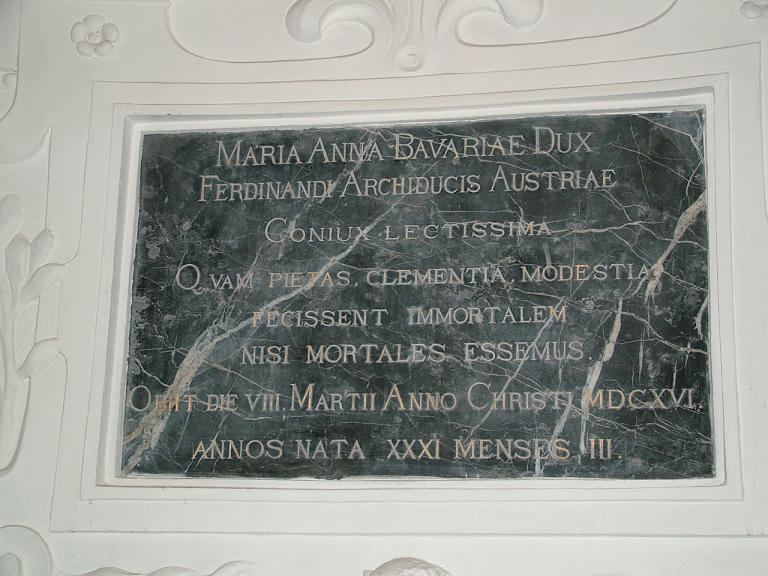
Sargwandnische der Maria Anna von Bayern (1574–1616)

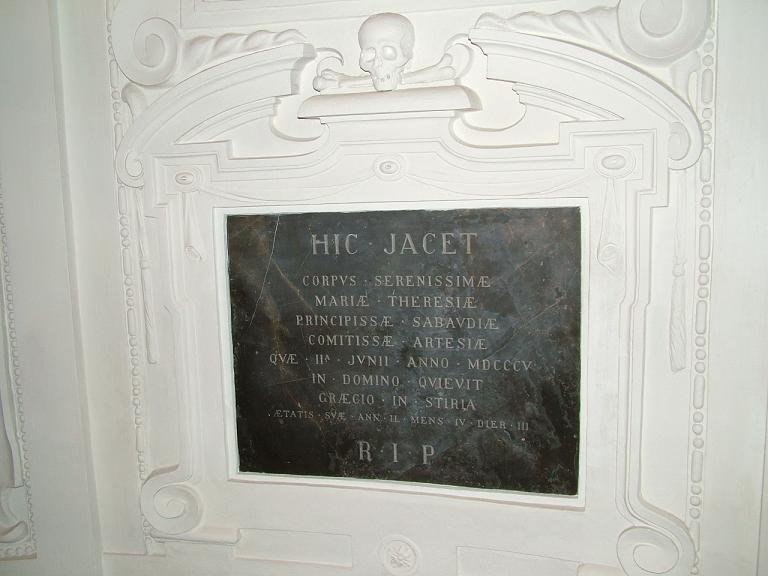
Sargwandnische der Maria Theresia von Savoyen

An den südlichen Querarm der Katharinenkirche schließt die ovale Grabkapelle mit dem Heiligen Grab (1768–1769) von Veit Königer sowie dem darunter liegenden Gruftraum an, welche die Grabstätten des Stifters und seiner Familie enthält.
1960 wurde die Grabkapelle zur Grabstätte der Bischöfe der Diözese Graz-Seckau umgebaut und ein Altartisch aufgestellt. Bis Ende des 20. Jahrhunderts fanden mit Roman Sebastian Zängerle, Leopold Schuster und Leo Pietsch drei Bischöfe im Mausoleum Kaiser Ferdinands II. ihre letzte Ruhe, die in der Wand der Grabkapelle bestattet wurden. Nachdem im Grazer Dom eine bestehende Gruft unter der Marienkapelle und unter der Kreuzkapelle als neue Grablege für die Bischöfe von Graz-Seckau adaptiert worden war, erfolgte im Jahr 2010 die Überführung der verstorbenen Bischöfe aus dem Mausoleum Kaiser Ferdinands II. in diese neue Bischofsgruft.

#### Gestaltung
Eine Kuppel überspannt die gesamte Grabkapelle. Der eigentliche Grabraum für Kaiser Ferdinand II. und seine Familie befindet sich im Untergeschoß.
Am Kuppelkranz stellen Fresken die katholischen Tugenden und Taten Kaiser Ferdinands II. als Gegenreformator dar. Sie wurden um 1689 von Matthias Echter gemalt. Von ihm stammt auch das Fresko im Chor mit der mystischen Vermählung der heiligen Katharina. Die Stuckdekorationen an der Kuppel sollen von Johann Bernhard Fischer von Erlach entworfen worden sein. Die Nischenfiguren aus Stuck stellen Personifikationen der christlichen Tugenden (Glaube, Liebe, Hoffnung, Gerechtigkeit) dar und stammen von Marx Schokotnigg (1695–1696).
Von der Ausstattung der Grabkapelle ist weiters das Heilige Grab (1768–1769) von Veit Königer hervorzuheben, das durch sein vielfiguriges Ensemble zu den bedeutendsten „Heiligen Gräbern“ in Österreich zählt. Es stand von 1967 bis 2002 im rechten Querhaus der Katharinenkirche und erhielt dann seinen jetzigen Standort in der Grabkapelle. Das Heilige Grab gilt als ein Hauptwerk dieses spätbarocken Bildhauers und zeigt ein Schaugerüst, an dessen Seiten die Figuren Moses, David, Isaias, Jonas, Jeremias und Daniel zu sehen sind. Im Inneren dieses Gerüstes sieht man den Leichnam Christi, der ausgestreckt auf einer Tumba ruht.
Die heute in der Grabkapelle aufgehängten Gemälde „Hl. Ignatius“ (von Franz Wagenschön, 1766) und „Maria Immaculata“ (von Josef Tunner, 1858) waren einst als Altarblätter in Verwendung.

#### Gruftraum
Die Stuckaturen des Gruftraumes fertigte um 1640 Mattia Camin. Sie wurden 1694 von Josef Serenio erneuert. Die bildlichen Darstellungen zeigen die Herrschaftsinsignien und Wappen der von Kaiser Ferdinand II. regierten Länder, ferner Symbole des Todes und der Sterbesakramente sowie gemalte Szenen aus dem Alten und dem Neuen Testament, die auf die Auferstehung und Erlösung durch Christus hinweisen.

##### Doppelsarkophag
Der heute in der Mitte des Gruftraumes aufgestellte Doppelsarkophag aus Rotmarmor war für die Eltern Kaiser Ferdinands II. bestimmt und dürfte um 1608 von Sebastian Carlone verfertigt worden sein. Er befand sich ursprünglich im Grazer Klarissinnenkloster im Paradeis und wurde nach Aufhebung dieses Klosters gegen Ende des 18. Jahrhunderts an seinen heutigen Standort übertragen. Im Doppelsarkophag ist lediglich Maria von Bayern (1551–1608) bestattet; Erzherzog Karl II. (1540–1590) hingegen ruht seit 1590 im Habsburger-Mausoleum der Basilika Seckau. Der Deckel des Doppelsarkophages zeigt die vollplastischen Liegefiguren Karls II. und Maria Annas.

##### Sargwandnischen
Die Grabstätten Kaiser Ferdinands II., seiner Gemahlin Maria Anna von Bayern (1574–1616) sowie seines früh verstorbenen Sohnes Johann Karl (1605–1619) sind als Sargwandnischen ausgelegt und durch Inschrifttafeln gekennzeichnet. Ferdinand II. starb am 15. Februar 1637 in Wien und hatte testamentarisch verfügt, dass er in Graz beigesetzt werden sollte. Die Wandnische mit dem Sarg des Kaisers befindet sich auf der linken Seite des Altars, direkt über der Wandnische mit dem Sarg seines früh verstorbenen Sohnes. Die Wandnische unterhalb der Sargnische der Maria Anna von Bayern auf der rechten Seite des Altares blieb zunächst leer; 1805 wurde hier Maria Theresia von Savoyen, die Gräfin von Artois, beigesetzt.

##### Herzgrüftl
Vom Gruftraum der Grabkapelle ist das sogenannte Herzgrüftl erreichbar, in dem sich noch einige Herzurnen befinden. Die Herzbestattungen der Habsburger in Graz umfassten einst die Herzen Ferdinands II., seiner Mutter Maria von Bayern, seiner zweiten Gemahlin Eleonora Gonzaga und von anderen erzherzoglichen Familienmitgliedern. Seit dem beginnenden 20. Jahrhundert sind die Grabnischen leer, die Gefäße mit den entsprechenden Inhalten wurden 1910 dem Münzamt übergeben. Das getrennt bestattete Herz und die Eingeweide Ferdinands II. befanden sich ursprünglich in derselben Urne, welche zunächst ebenfalls im Mausoleum aufbewahrt wurde. Das Behältnis wurde später nach Wien überführt, wo es im Königinkloster beigesetzt war. Ende des 18. Jahrhunderts ließ Joseph II. die Eingeweide Ferdinands II. in der Herzogsgruft des Stephansdoms und das Herz in einem neuen Becher in der Loretokapelle der Augustinerkirche bestatten.

## Bedeutung
Die im Stadtzentrum von Graz gelegene Anlage war der wichtigste Repräsentationsbau des kaiserlichen Hofes in Graz und seiner Politik der Gegenreformation. Sie bildet gemeinsam mit dem benachbarten Dom, der Burg und der Alten Universität (Jesuitenuniversität) das Ensemble der Grazer Stadtkrone.
Unter den drei in der Steiermark aus dem Zeitalter der Gegenreformation stammenden Mausoleen (Mausoleum für Erzherzog Karl II. in der Basilika Seckau, Mausoleum für Ruprecht von Eggenberg in Ehrenhausen, Mausoleum für Kaiser Ferdinand II. in Graz) nimmt das zeitlich zuletzt entstandene Grazer Mausoleum als Bauwerk von europäischem Rang eine überregionale Stellung ein.
Es zählt zu den bedeutendsten manieristischen Bauwerken Österreichs aus der ersten Hälfte des 17. Jahrhunderts. Es ist der größte Mausoleumsbau der Habsburger. Gemeinsam mit dem Grazer Dom prägt das Gebäude mit seinen weithin sichtbaren Kuppeln und Türmen die Silhouette des Stadtbildes.